# Thranius pallidiventris
Thranius pallidiventris es una especie de escarabajo longicornio del género Thranius, tribu Thraniini, subfamilia Cerambycinae. Fue descrita científicamente por Gressitt en 1954.

## Descripción
Mide 11-12,5 milímetros de longitud.

## Distribución
Se distribuye por Indonesia (Java).